# Ярлик (грамота)
Ярли́к (від тюркського ярл-ек — наказ, веління) — грамота від сеньйора підлеглому, якою визнаються права підлеглого на володіння його підконтрольною територією. Отримання грамоти встановлює між надавачем і отримувачем стосунки «господар — слуга». В Золотій Орді це письмовий указ хана, що надавав право на управління окремими підлеглими їй улусами, територіями, а митрополитам для проведення богослужінь.
Перші використання ярликів (кит. 冊封) відомі у Китаї в епоху династії Цинь (1 ст. до н. е.). Надавалися китайським імператором як грамоти для залежних правителів іноземних країн. Надання грамоти підлеглому означало визнання Китаєм його права владарювати у його землі, гарантії військової допомоги і дозвіл на торгівлю з «цивілізованим» світом — тобто Китайською імперією. Обов'язком підлеглого (короля, князя, правителя чи вождя) були визнання васальної залежності від Китаю та сплата данини.
Роздача ярликів і встановлення системи залежностей, яка гарантувала домінування Китайської цивілізації і спокій в Азії, набули особливого розвитку в епоху Тан (8-9 ст.). Серед країн і народів, задіяних китайською імперією у «систему ярликів», були держави Корейського півострова (Сілла, Корьо, Чосон), держави Індокитаю (сучасні В'єтнам і Таїланд), Японія, королівство Рюкю, держави Монголії, Уйгурії та Тибету, а також руські князівства після завоювання монголами.
В Імперії Монголів, Золотій орді і ханатах, що постали після її розпаду (Кримський та інші), ярлики були грамотами ханів, дипломатичного або внутрішнього призначення, якими надавалося право на володіння, державами чи провінціями, що підлягали Орді. Відомо що ханські ярлики для суздальського і московського улусів на управління писалися на уйгурській державній мові Золотої орди; збереглися ярлики для київських митрополитів (що резидували тоді в Москві), якими чінгизиди надавали церковний імунітет. Ярлик визначав також обсяг компетенцій правителів. 13 — 15 ст. ярлики окреслювали політичний лад, адміністративно-територіальний устрій, норми права, види та порядок феодальної залежності, податки тощо. Давати ярлики мали право лише чінгизиди тобто прямі нащадки Чингісхана.